# Colchide
Pour les articles homonymes, voir Colchide (homonymie).
XVIIe siècle av. J.-C. – 164 av. J.-C.
Entités suivantes :
- Royaume de Lazique

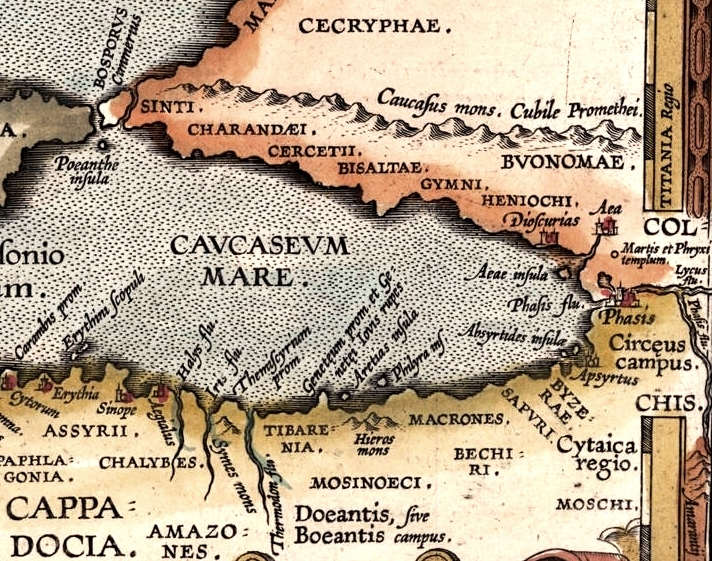
Pays des Argonautes

Dans l'ancienne géographie, la Colchide, Colchis ou Kolchis (en géorgien et laze : კოლხეთი, k'olkhéti ; en grec Κολχίς, Kolchis, sans doute en lien avec le mot khalkos désignant le cuivre) est un ancien État, un royaume, puis une région géorgienne, qui a joué un rôle important dans la formation de la culture ethnique du peuple géorgien et de ses sous-groupes. Le royaume de Colchide a contribué au développement de l'État géorgien médiéval, à la suite de son unification avec le royaume d'Ibérie, ou Karthli. Le terme « Colchide » est utilisé pour désigner l'ensemble des anciennes tribus qui vivaient sur la côte orientale de la mer Noire jusqu'à Giresun (anciennement "Cerasus"). Sa puissance et ses structures étatiques, déjà vers le IIe millénaire av. J.-C., jouent un rôle actif en Asie Mineure.
Selon la mythologie grecque, la Colchide est le royaume d'Éétès et de Médée et la destination des Argonautes, ou encore le pays des Amazones. La région correspond actuellement à plusieurs provinces géorgiennes, dont la Svanétie, le Ratcha et l'Abkhazie, l'Iméréthie, le Gourie, l'Adjarie, plus le nord-est de la Turquie actuelle (provinces de Trabzon et d'Artvin). Les Colches, probablement l'une des plus anciennes tribus de Géorgie, étaient établis dans la région depuis l'âge du bronze.

## Géographie antique
La Colchide était une région entourée par le Pont, la mer Noire, la rivière Corax (probablement l'actuelle Bzybi, en Abkhazie, Géorgie), la chaîne du Grand Caucase (comprise entre la Colchide et le royaume sarmate), l'Ibérie, les monts Moschici (aujourd'hui le Petit Caucase) et l'Arménie. Toutefois, la frontière sud de la Colchide varie selon les auteurs classiques : ainsi, Strabon fait commencer la région à Trébizonde, tandis que Ptolémée fait s'étendre le Pont jusqu'à la rivière Phase (actuelle Rioni). On sait aujourd'hui que Pitsounda était la dernière cité colche située au nord du pays.
C'est dans cette région que naissent les légendes de Jason et des Argonautes, qui allèrent y chercher la Toison d'or de la magicienne Médée. Le nom « Colchide » apparaît pour la première fois dans les œuvres  d'Eschyle et de Pindare. Les auteurs plus anciens parlaient de la région sous le nom de Ééa (la résidence du roi mythique Éétès et de sa sœur Circé). Arrien dresse une liste de rivières colches qui n'étaient selon lui que de simples torrents de montagnes : le Chariéis, le Chobus (ou Cobus), le Singame, le Tarsarouras, l'Hippus, l'Astelephus et le Chrysorrhoas. Les principales cités de la Colchide étaient Dioscourias (appelée Sébastopole par les Romains, aujourd'hui Soukhoumi), sur les rives du Pont-Euxin, Sarapana (l'actuelle Chorapan), Phasis (l'actuelle Poti), Pityus (l'actuelle Pitsounda), Apsaros (aujourd'hui Gonio), Surium (aujourd'hui Vani), Archéopolis (aujourd'hui Nokalakevi), Macheiresis et Cyta, aussi nommée Cutatisium (l'actuelle Koutaïssi), lieu traditionnel de la naissance de Médée.

## Histoire

Asie Mineure à l'époque hittite.

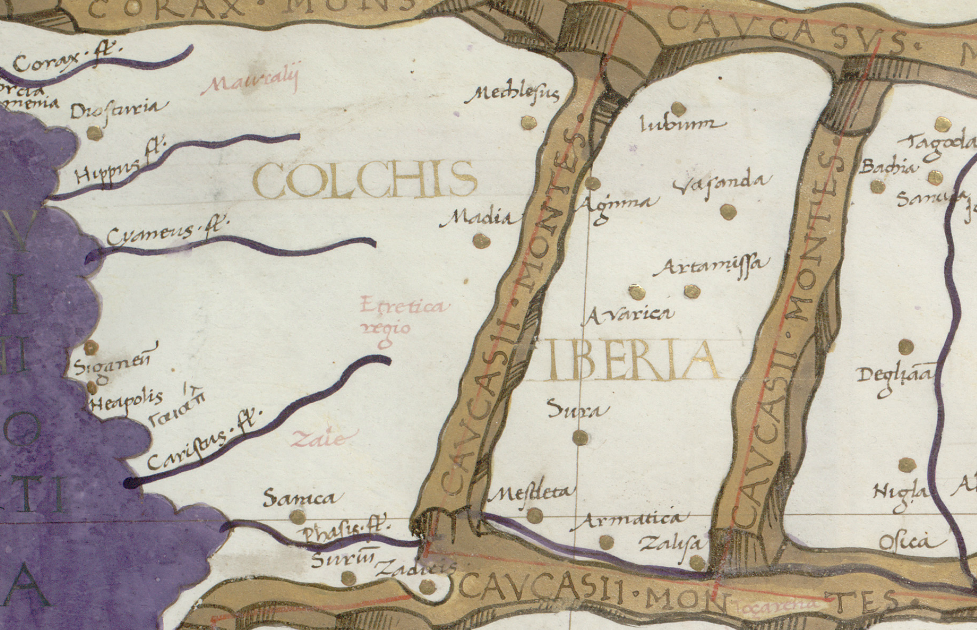
Royaume de Colchide vers -793

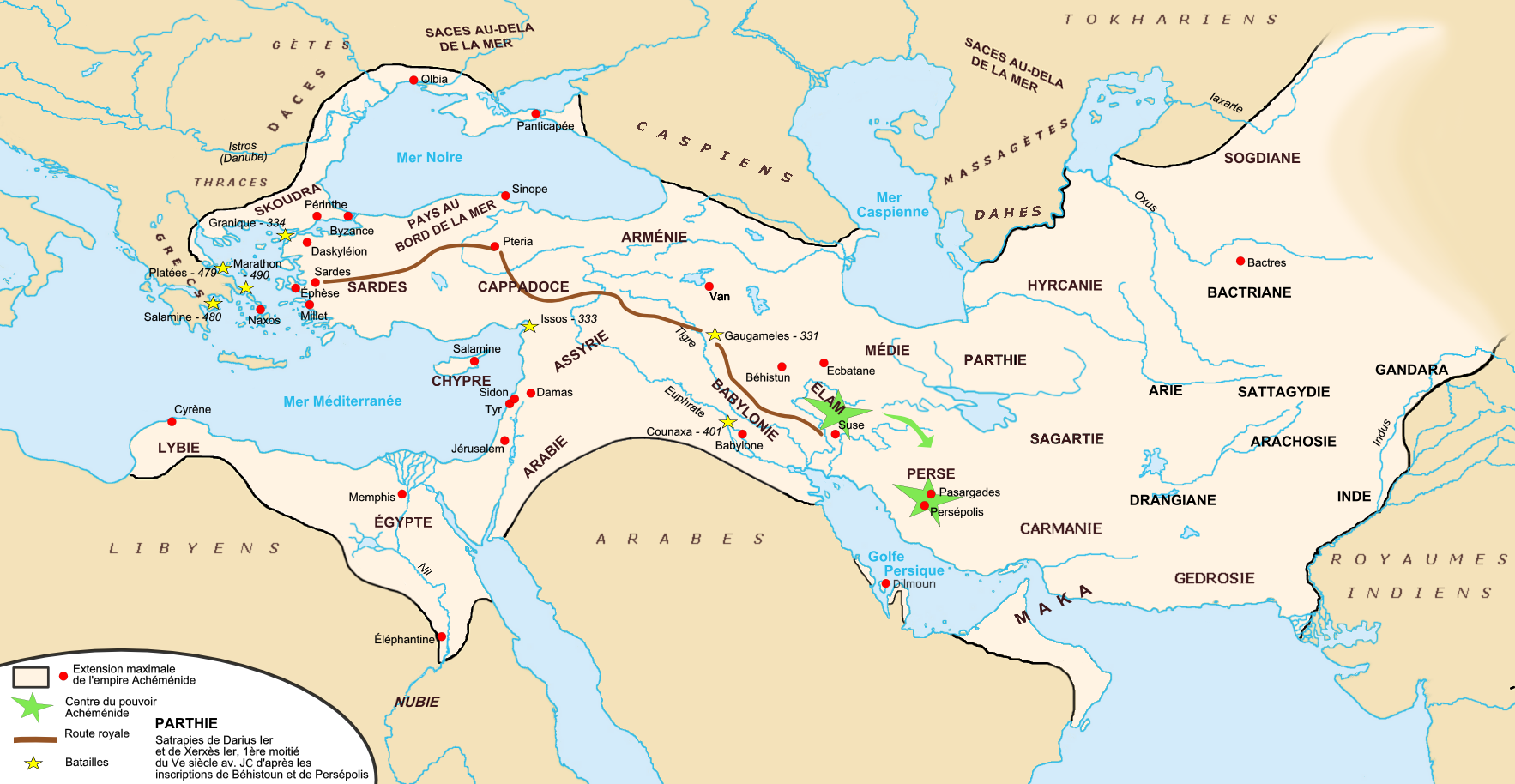
Empire achéménide dans son extension maximale, vers -450

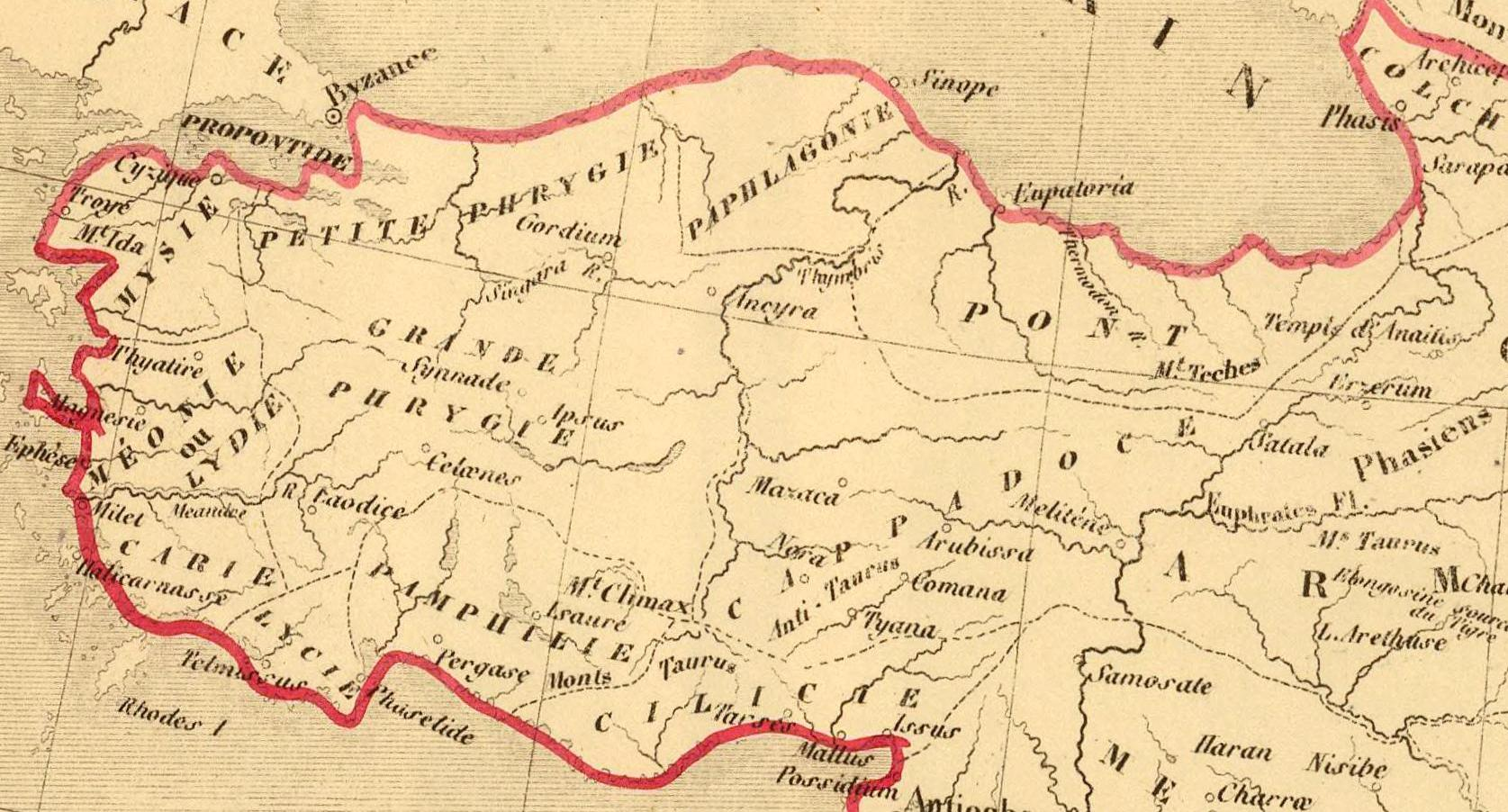
Asie Mineure au temps des Diadoques.

Caucase vers -290

### Origines
La région orientale de la mer Noire abritait durant la protohistoire une culture bien développée, la « culture de Kolkhys », voisine de la culture kobane, qui émergea au cours du bronze moyen. Dans au moins quelques parties de la Colchide, le processus d'urbanisation semble avoir été très bien avancé dès la fin IIe millénaire av. J.-C., des siècles avant l'établissement des Grecs. L'Âge de bronze colchique tardif (du XVe au VIIIe siècle av. J.-C.) vit le développement des compétences dans la fusion et le moulage des métaux. Des outils agricoles sophistiqués étaient fabriqués et certaines terres étaient très fertiles, notamment grâce à un climat « parfait ».
La Colchide était habitée par plusieurs tribus proches, mais distinctes, notamment établies sur les rivages de la mer Noire. Les principales tribus étaient les Machelonites, les Heniochites, les Zydretes, les Lazes, les Tibarenites, les Mosynèques, les Abasques, les Svanes, les Sanigetes, les Geloniens et les Melanchlaenites. Ces tribus différaient complètement des nations les entourant par leur langage et leur apparence .
La Diaokhi (Daïaène, Taokhi) est l'entité proto-géorgienne qui a précédé la Colchide.

### De la colonisation grecque à l'intégration à l'Ibérie
Les Grecs de Milet y fondèrent des colonies au VIIIe siècle av. J.-C. dont la principale fut Diascourias, nommée plus tard Sébastopolis et aujourd'hui Soukhoumi.
Le second royaume de Colchide (VIe – Ier siècle av. J.-C.) est regardé comme le premier État géorgien, et le terme « colchique » était déjà utilisé afin de désigner les tribus qui vivaient sur les rives orientale de la mer Noire. Selon le professeur et spécialiste de l'histoire du Caucase Cyrille Toumanoff : 

« La Colchide apparaît comme le premier État du Caucase qui acheva la coalescence des nouveaux arrivants. Elle peut être justement regardée non pas comme un proto-géorgien, mais comme le premier royaume géorgien. »

La rivière Koura, entre Mer Caspienne et Mer Noire, est un tracé secondaire de la route de la soie.
Vers 330 av. J.-C., ce royaume est libéré des Perses par Alexandre le Grand (-336/-323) et, après la naissance de la dynastie des Pharnabazides (qui conserve le trône jusqu'en 93 av. J.-C.), il est vassalisé puis annexé par le royaume d'Ibérie.

### Argonautes
La puissance et le rayonnement culturel de la Colchide se manifestent dans le mythe de Jason et les Argonautes. Jason, avec les héros de la Grèce antique, vint en Colchide pour s'emparer de la Toison d'or du roi Éétès. La toison d'or est vraisemblablement inspirée de la technique d'orpaillage que pratiquaient et pratiquent toujours les Svanes, une population qui utilise depuis toujours une toison de moutons qu'elle place dans les rivières : les paillettes d'or s'accrochent à la toison, lui donnant un aspect doré.

## Économie
La Colchide était considérée par les Grecs comme un pays d'une richesse fabuleuse. Les habitants de Colchide vivaient de l'extraction et du traitement de minerais d'or, de fer, de cuivre. Ils étaient maîtres dans la fabrication d'objets en bronze. On a retrouvé en Géorgie occidentale, à Mekvena, des boucles de ceintures en bronze et des haches de bronze du début du Xe siècle av. J.-C., ornées de têtes de loups.

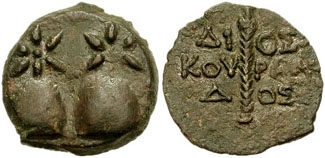
Monnaie en cuivre, type « colchis » aux piliers (avers) et au thyrse (revers), frappée à Dioscurias, fin du IIe s. av. J.-C., sous Mithridate VI[2].
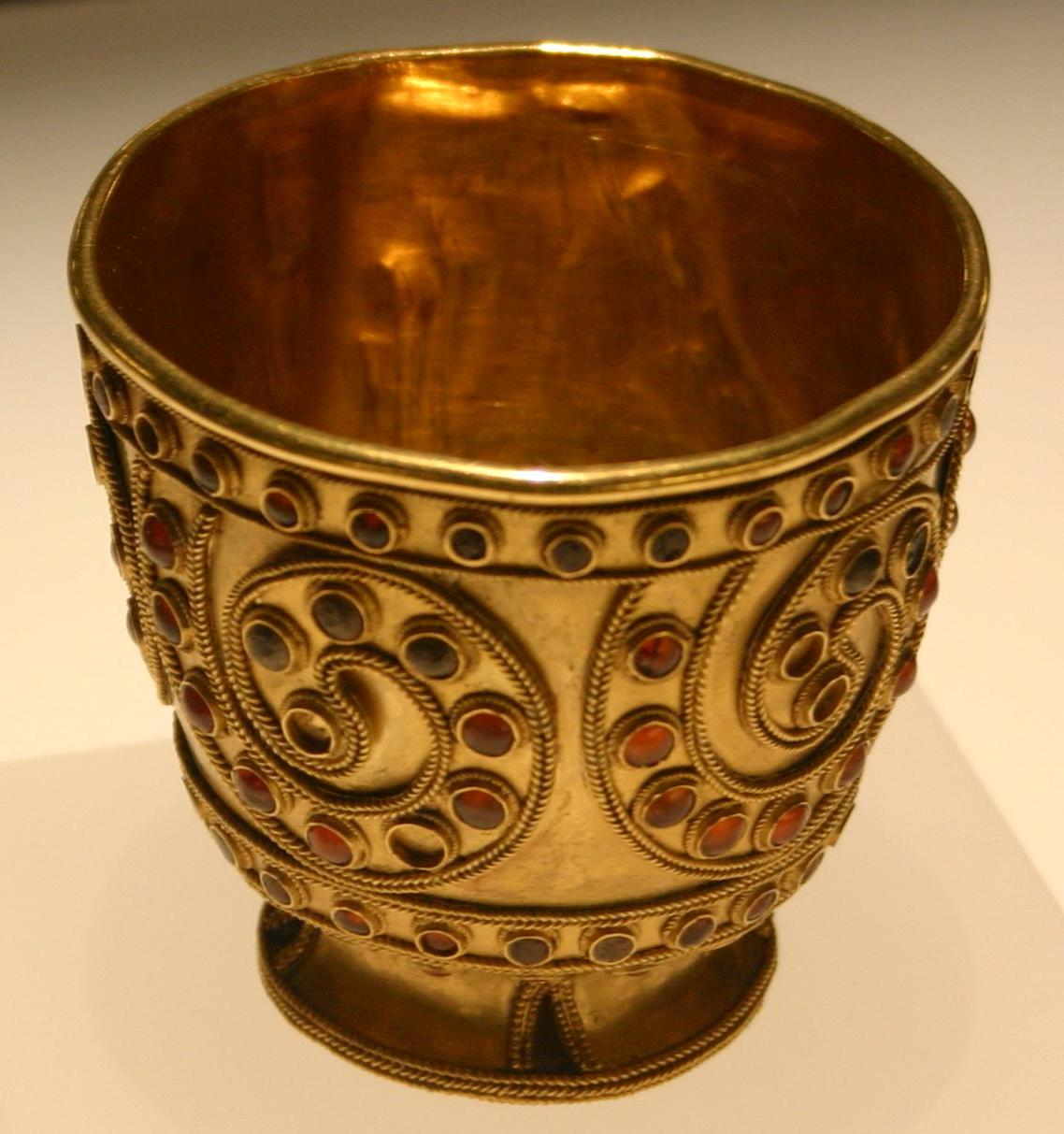
Gobelet en or trialétien daté de la première moitié du IIe millénaire av. J.-C., conservée au Musée national géorgien[3].
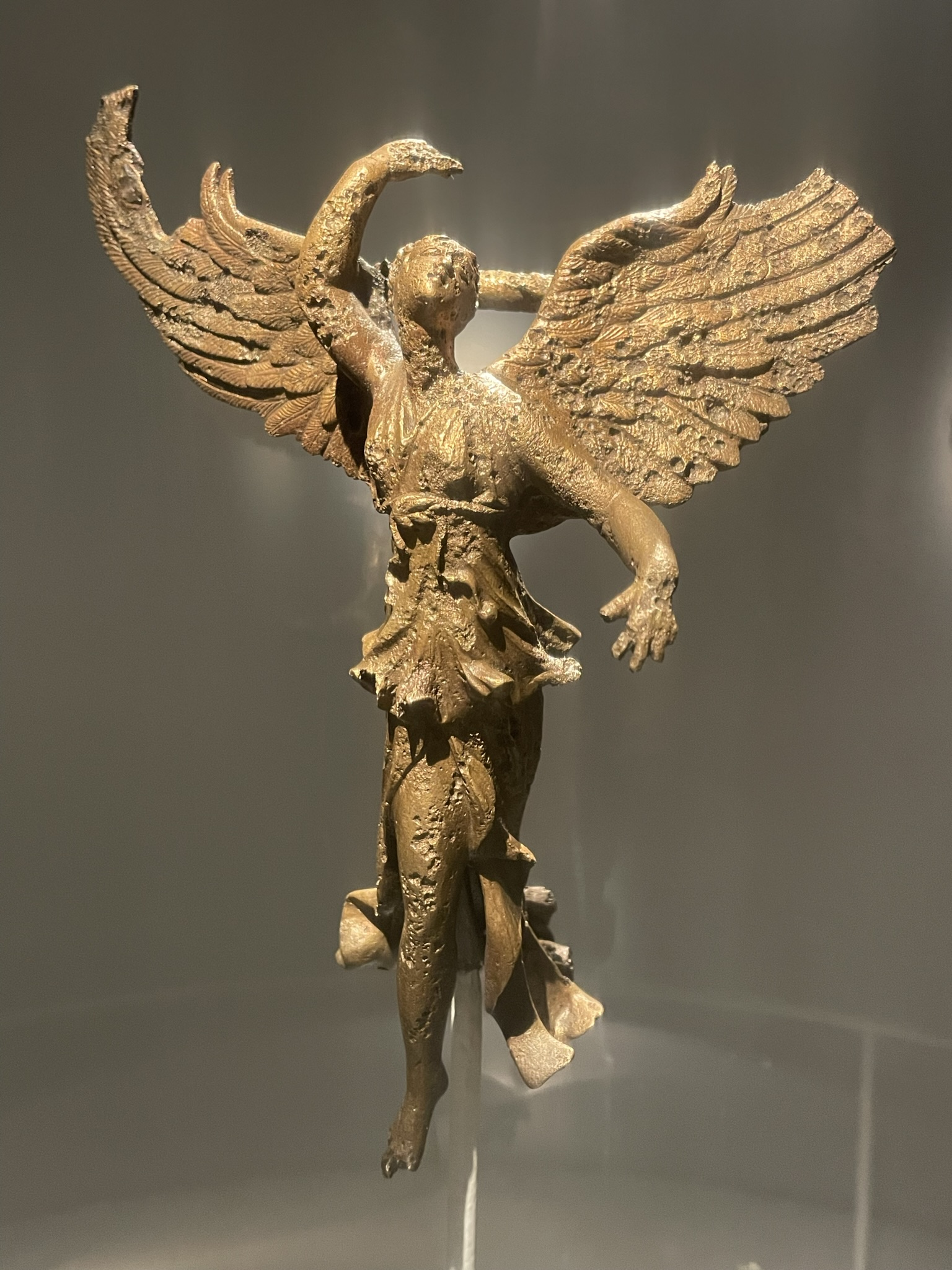
Niké, Vani